# Fosse no 3 - 3 bis - 3 ter des mines de Liévin
La fosse no 3 - 3 bis - 3 ter dite Sainte-Pauline de la Compagnie des mines de Liévin est un ancien charbonnage du Bassin minier du Nord-Pas-de-Calais, situé à Éleu-dit-Leauwette. Il s'agit d'un siège double, le puits no 3 est commencé en novembre 1872 et entre en service en 1876, le puits no 4, plus tard renommé 3 bis, l'est en octobre 1873, pour une mise en service en 1875. La fosse est réputée très grisouteuse : trois explosions meurtrières de grisou se produisent en 1882 et 1883. Sous l'impulsion d'Arthur Lamendin, des mineurs tentent de créer un syndicat en 1880. Une longue grève se produit en 1893, les mineurs protestent contre le trop grand nombre d'ouvriers belges. Le puits no 3 ter est commencé en 1904 de l'autre côté des voies ferrées. La fosse est détruite durant la Première Guerre mondiale. Il s'agit d'un puits d'extraction. De vastes cités sont établies à proximité de la fosse, ainsi que des écoles. Les terrils nos 80, 80A et 80B sont édifiés au sud de la fosse, le dernier est un cavalier minier.
La Compagnie des mines de Liévin est nationalisée en 1946, et intègre le Groupe de Liévin. En 1952, ce dernier fusionne avec le Groupe de Lens pour former le Groupe de Lens-Liévin. La fosse no 3 - 3 bis - 3 ter est concentrée sur les fosses nos 6 - 6 bis et 7 - 7 bis en 1958. Le puits no 3 est remblayé en 1963, les puits nos 3 bis et 3 ter le sont en 1970. Le chevalement de ce dernier est détruit en 1971.
Les voies ferrées sont remplacées par une voie rapide. Au début du XXIe siècle, Charbonnages de France matérialise les têtes des puits nos 3, 3 bis et 3 ter. Les cités sont en grande partie rénovées, et les terrils sont des espaces naturels. L'entreprise Benalu s'installe sur le carreau de fosse des puits nos 3 et 3 bis, quelques années plus tard, une entreprise s'installe sur la partie du carreau de fosse située de l'autre côté de la voie rapide, près du puits no 3 ter. Le terril no 80 et la cité pavillonnaire des Garennes ont été classés le 30 juin 2012 au patrimoine mondial de l'Unesco.

## La fosse
Quatre ans après le rachat de la fosse de la Société d'Aix, la Compagnie des mines de Liévin décide d'ouvrir son premier siège double, mais dote également pendant ces travaux la fosse no 1 d'un puits no 5, plus tard renommé 1 bis.

### Fonçage
Le puits no 3 est commencé en novembre 1872. Le puits no 4, plus tard renommé 3 bis, est mis en chantier à partir d'octobre 1873, à 35 mètres au sud-ouest du puits no 3. La fosse est implantée à Éleu-dit-Leauwette, près des limites avec Liévin, à 1 860 mètres à l'est du clocher de Liévin et à 925 mètres au sud du chemin de grande communication no 58, d'Ascq à Lens.
Les puits sont entrepris à l'altitude de 52,65 mètres,. Le niveau du puits no 3 est traversé par le procédé Chaudron. Il est cuvelé en fonte de quinze à 96,16 mètres de profondeur. Le niveau d'eau du puits no 3 bis est également traversé par le procédé Chaudron. Le puits est cuvelé en fonte de 13,80 mètres jusqu'à 96,30 mètres. Le diamètre utile des deux puits est de 3,65 mètres. Le terrain houiller est atteint à la profondeur de 150,66 mètres ou de 152 mètres.

### Exploitation

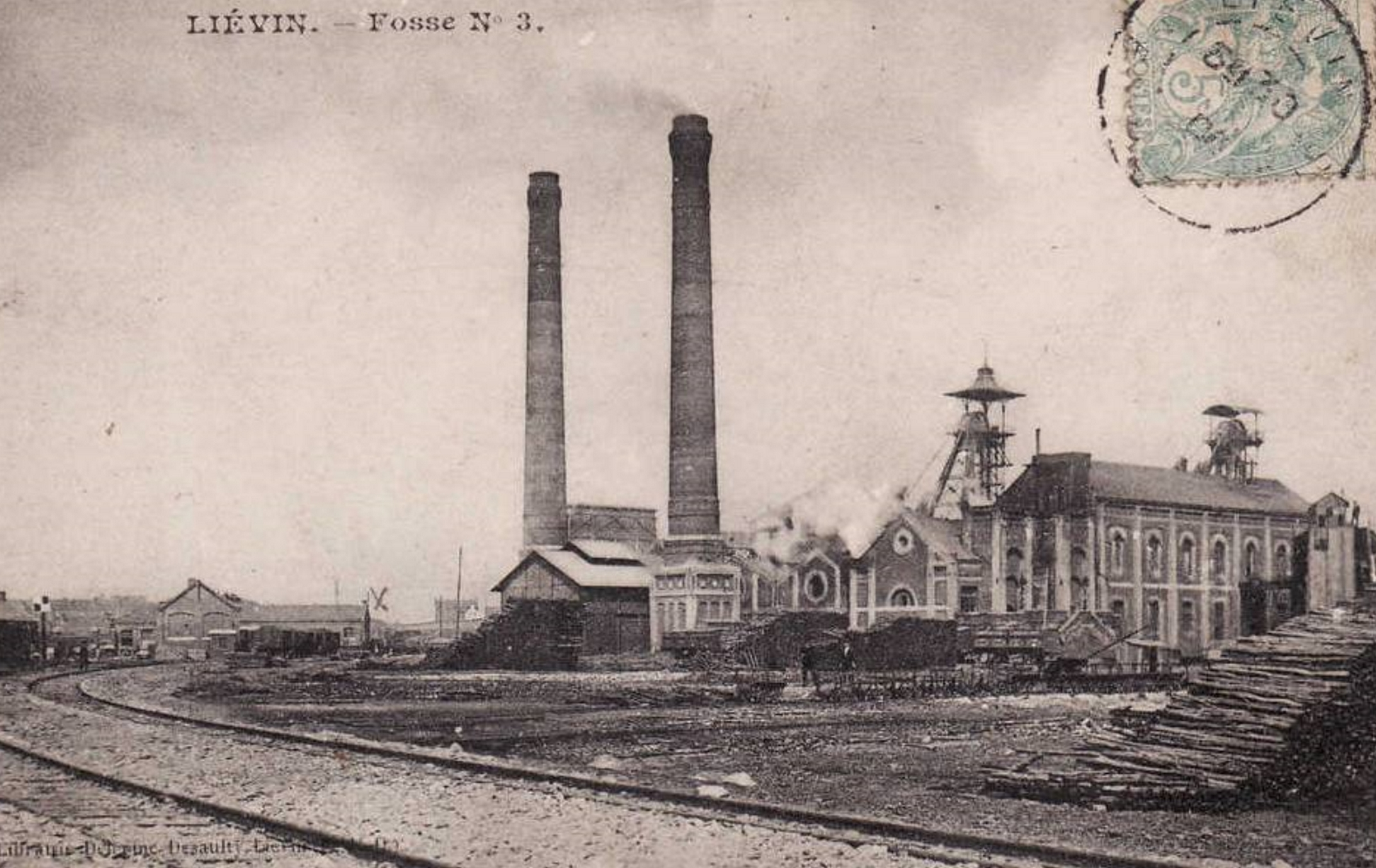
La fosse no 3 - 3 bis - 3 ter avant la guerre.

La fosse no 3 - 3 bis entre en exploitation en 1875 pour le puits no 3 bis, le puits no 3 n'entre en exploitation qu'en 1876,. Les puits no 3 et 3 bis sont alors profonds de 430 mètres, les terrains sont peu inclinés. Trois explosions meurtrières de grisou se produisent en 1882 et 1883. En 1880, sous l'impulsion d'Arthur Lamendin, des mineurs tentent de créer un syndicat. En 1893, les mineurs font une longue grève pour protester contre le trop grand nombre d'ouvriers belges. Dans les années 1890, le puits no 3 bis est profond de 546,70 mètres et le puits no 3 de 486,50 mètres, leurs accrochages sont établis à 230, 300, 383, 456 et 526 mètres.
Le puits no 3 ter est commencé en 1904, à 71 mètres au nord du puits no 3, et de l'autre côté des voies ferrées. Son cuvelage est en fonte de quatorze à 90 mètres, et son diamètre utile de six mètres. La fosse est détruite durant la Première Guerre mondiale.
La Compagnie des mines de Liévin est nationalisée en 1946, et intègre le Groupe de Liévin. En 1952, ce dernier fusionne avec le Groupe de Lens pour former le Groupe de Lens-Liévin. Les puits nos 3 et 3 bis sont respectivement entrée et retour d'air, tandis que le puits no 3 assure l'extraction. Dix mineurs perdent la vie et deux sont grièvement blessés lors de l'explosion d'une tir de mine, le 16 mars 1957. Ils travaillaient avec le rabot.
La fosse no 3 - 3 bis - 3 ter est concentrée sur les fosses nos 6 - 6 bis et 7 - 7 bis en 1958, elles sont respectivement situées à 3 113 mètres au sud-ouest, à Angres, et à 1 917 mètres au sud-sud-est, à Avion.
Le puits no 3, profond de 603 mètres, est remblayé en 1963, les puits nos 3 bis et 3 ter, respectivement profonds de 818 et 604 mètres, le sont en 1970. Le chevalement de ce dernier est détruit en 1971.

### Reconversion
Les voies ferrées sont retirées, et transformées en voie rapide. Au début du XXIe siècle, Charbonnages de France matérialise les têtes des puits nos 3, 3 bis et 3 ter. Le BRGM y effectue des inspections chaque année. Il ne reste rien de la fosse, les garages de la fosse ayant été détruits en 2006. Le carreau de fosse est occupé par l'entreprise Bénalu, précédemment installée sur le carreau de la fosse no 3 - 3 bis des mines de Dourges à Hénin-Beaumont.

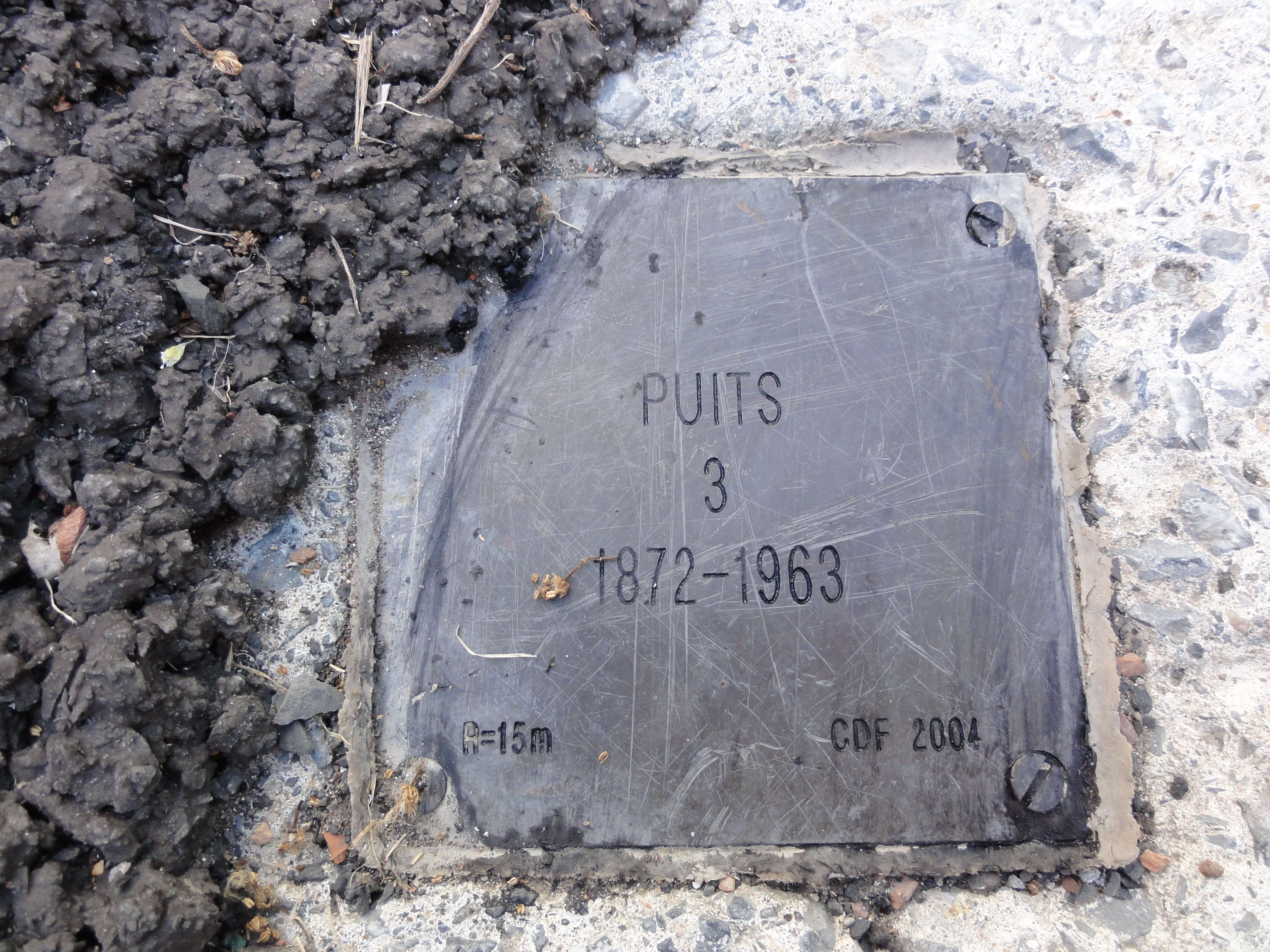
Puits no 3, 1872 - 1963.
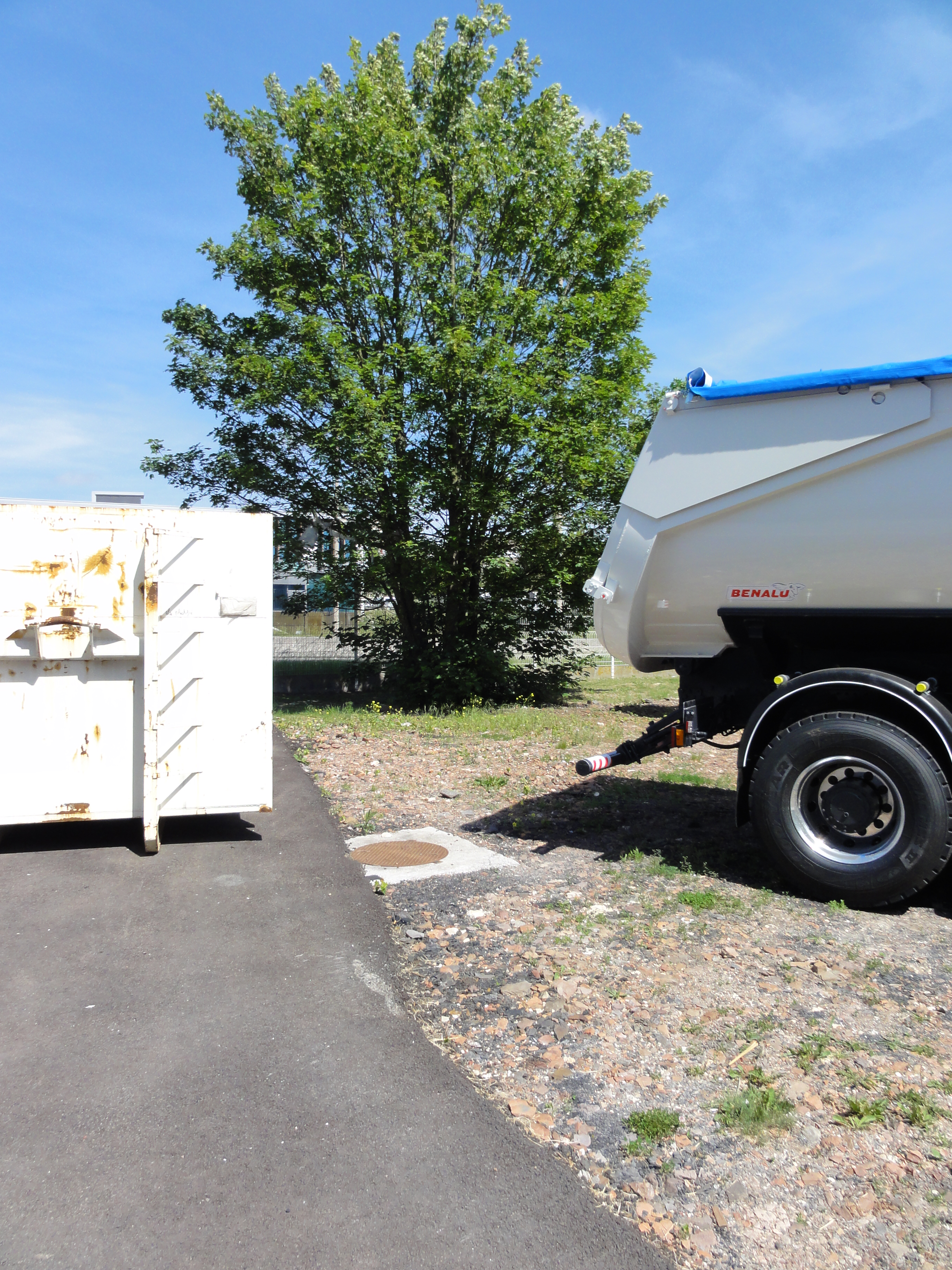
Le puits no 3 dans son environnement.
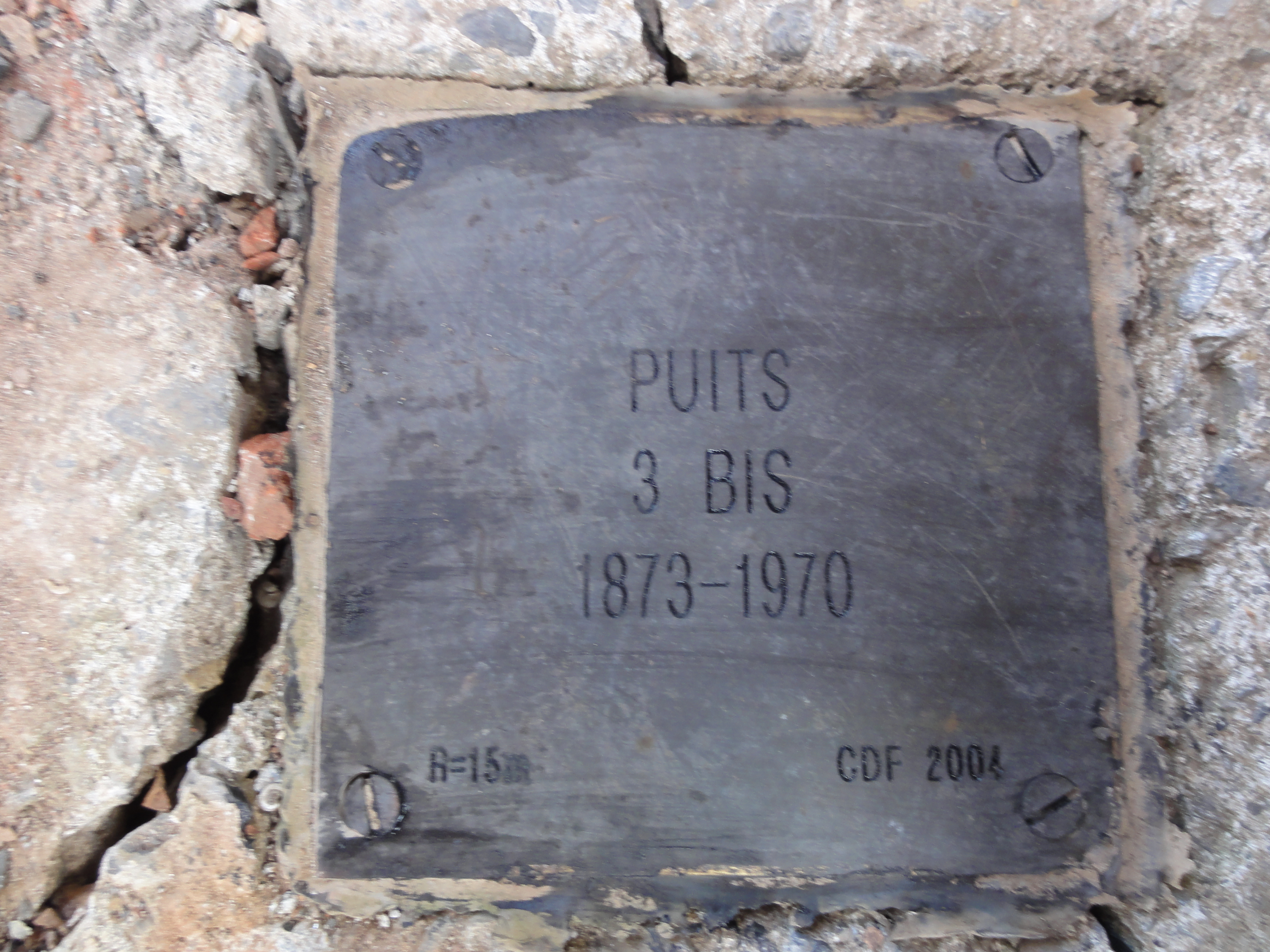
Puits no 3 bis, 1873 - 1970.
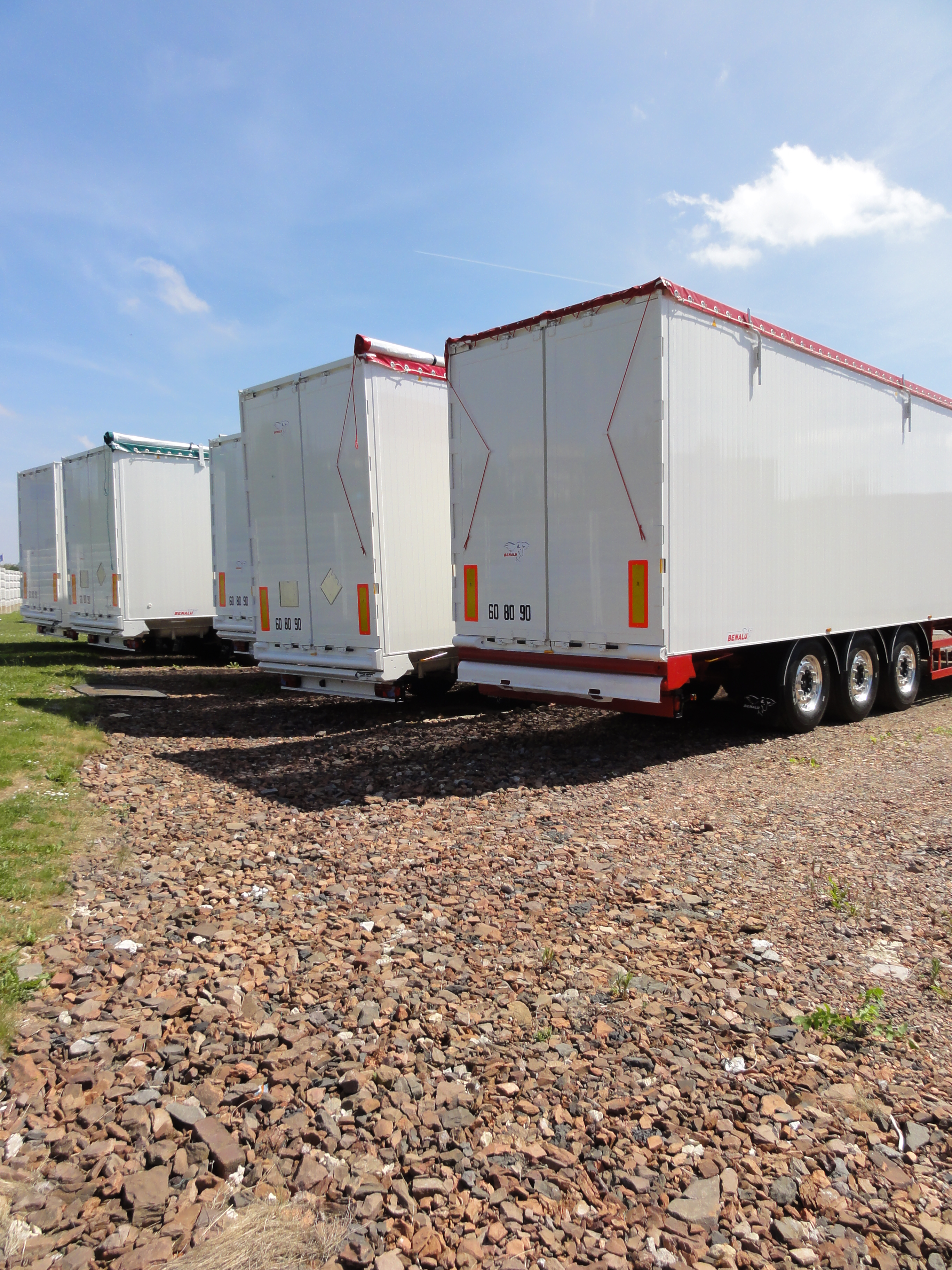
Le puits no 3 bis dans son environnement.
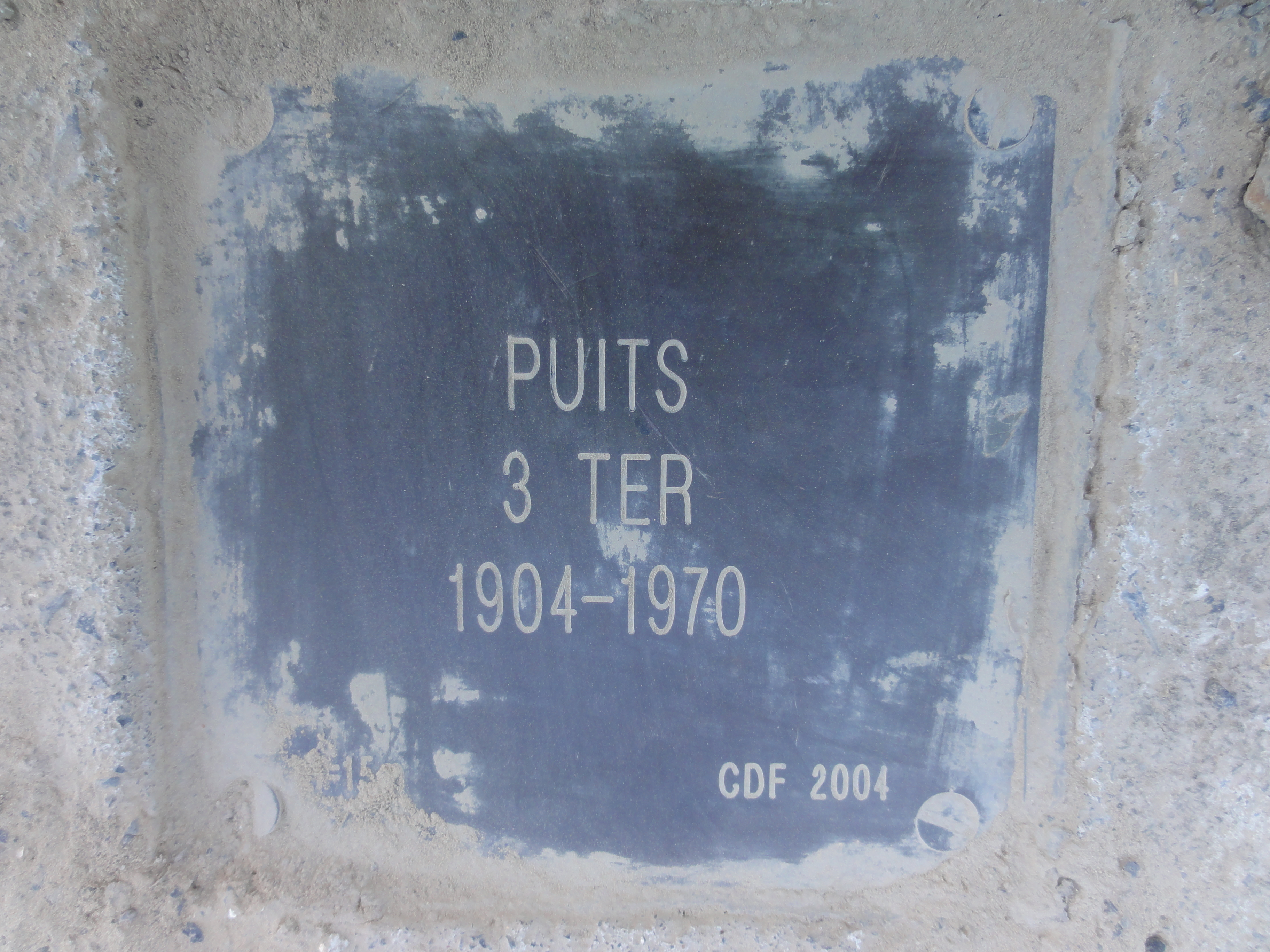
Puits no 3 ter, 1904 - 1970.
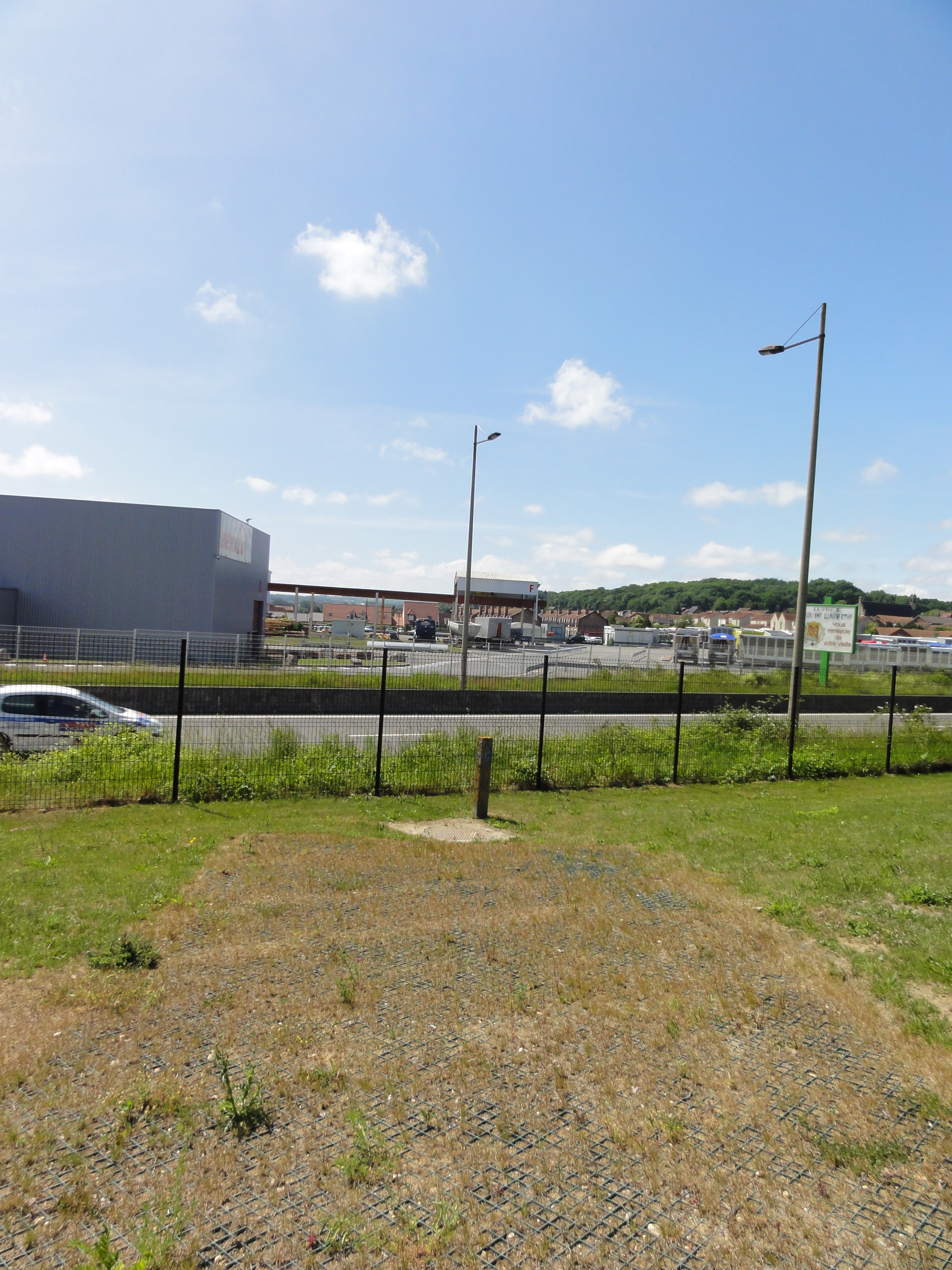
Le puits no 3 ter dans son environnement.

## Les terrils

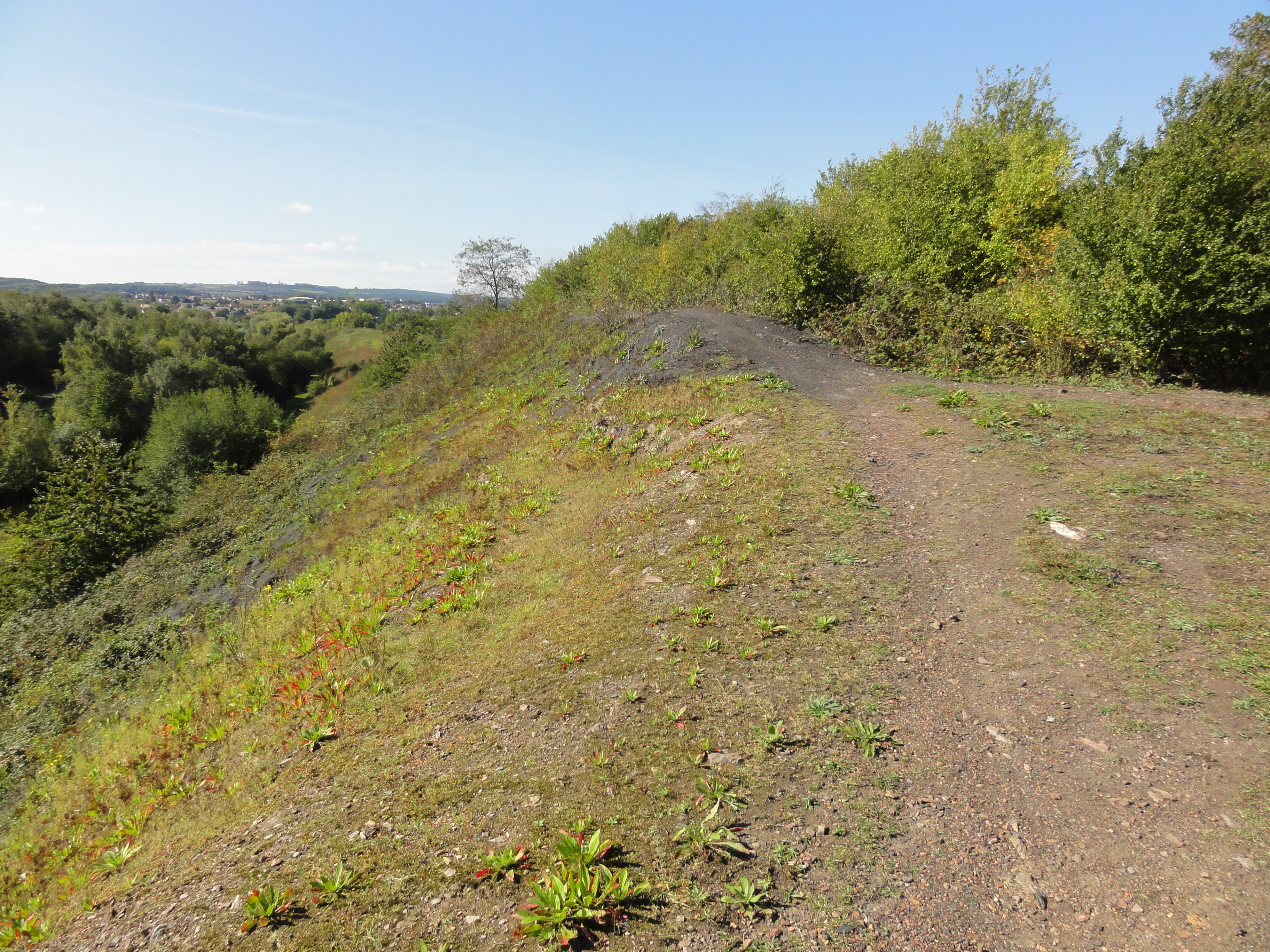
Le terril no 80.

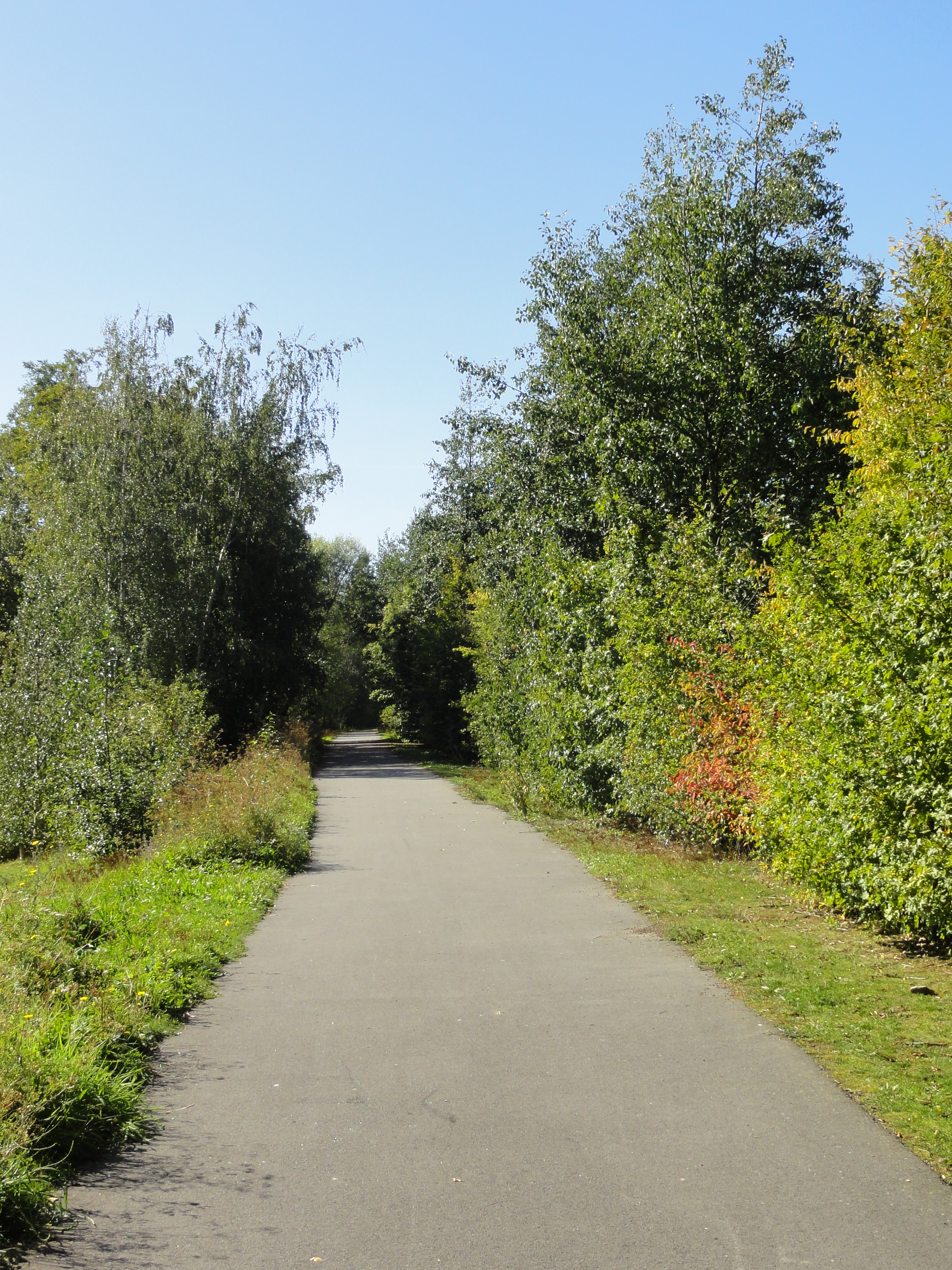
Le terril no 80B.

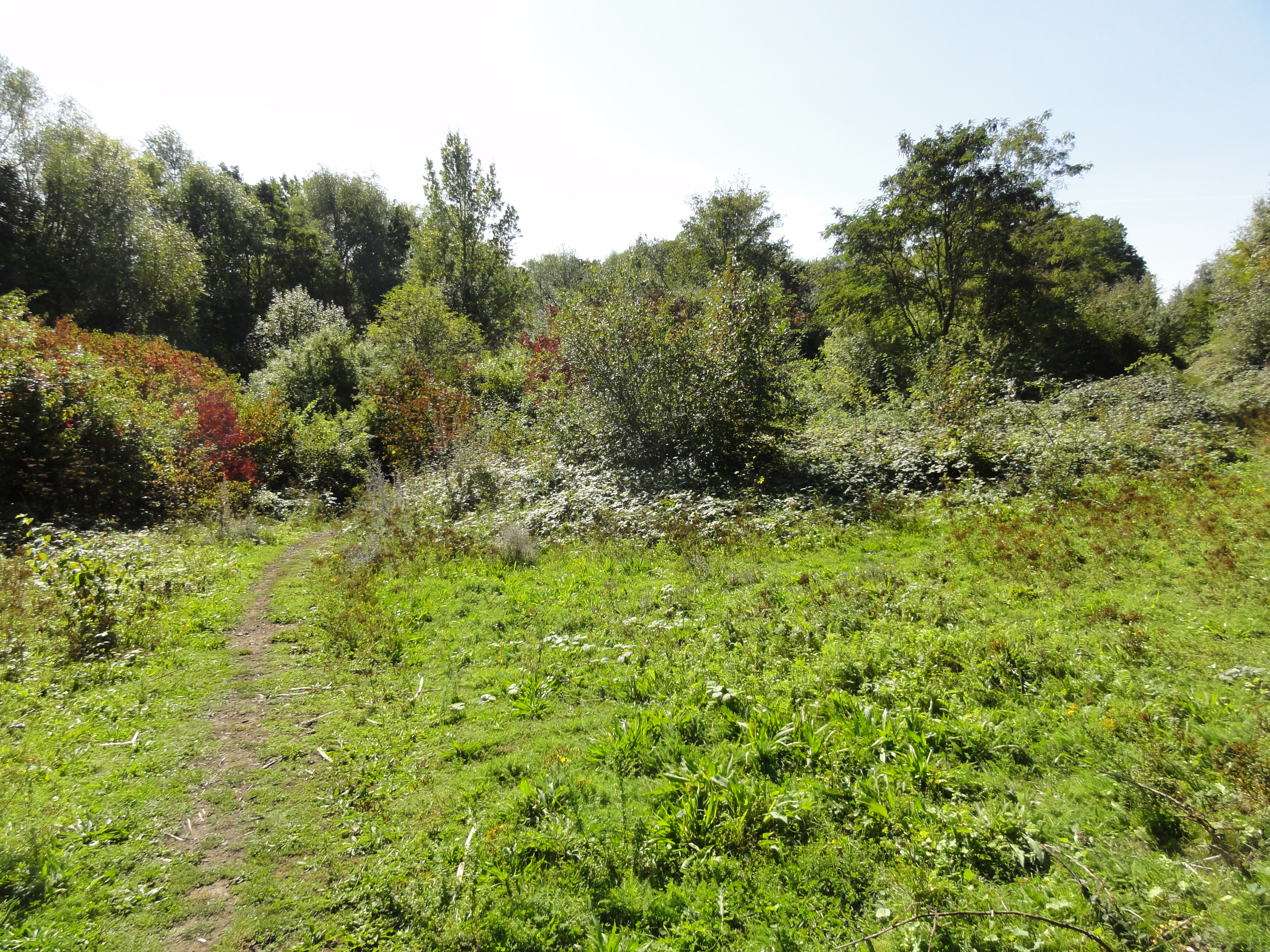
Le terril no 80A.

Trois terrils résultent de l'exploitation de la fosse.

### Terrilno80, Abattoir Pont Ampère
50° 24′ 53″ N, 2° 47′ 47″ E
Le terril no 80, situé à Liévin, est un terril plat de la fosse no 3 - 3 bis - 3 ter à Éleu-dit-Leauwette, dont il est situé au sud-ouest. Il fait partie des 353 éléments répartis sur 109 sites qui ont été classés le 30 juin 2012 au patrimoine mondial de l'Unesco. Il constitue en partie le site no 74.

### Terrilno80A, Garennes Pont Ampère
50° 24′ 56″ N, 2° 48′ 34″ E
Le terril no 80A, situé à Éleu-dit-Leauwette, est un terril plat localisé au sud de la fosse no 3 - 3 bis - 3 ter et son cavalier no 80B.

### Terrilno80B, Cavalier Garennes Pont Ampère
50° 24′ 57″ N, 2° 48′ 28″ E
Le terril no 80B, situé à Éleu-dit-Leauwette, est un terril cavalier localisé au sud de la fosse no 3 - 3 bis - 3 ter et au nord de son terril no 80A.

## Les cités
De vastes cités ont été établis à proximité de la fosse sur les territoires d'Avion, Liévin et Éleu-dit-Leauwette. La cité pavillonnaire des Garennes fait partie des 353 éléments répartis sur 109 sites qui ont été classés le 30 juin 2012 au patrimoine mondial de l'Unesco. Elle constitue en partie le site no 74.

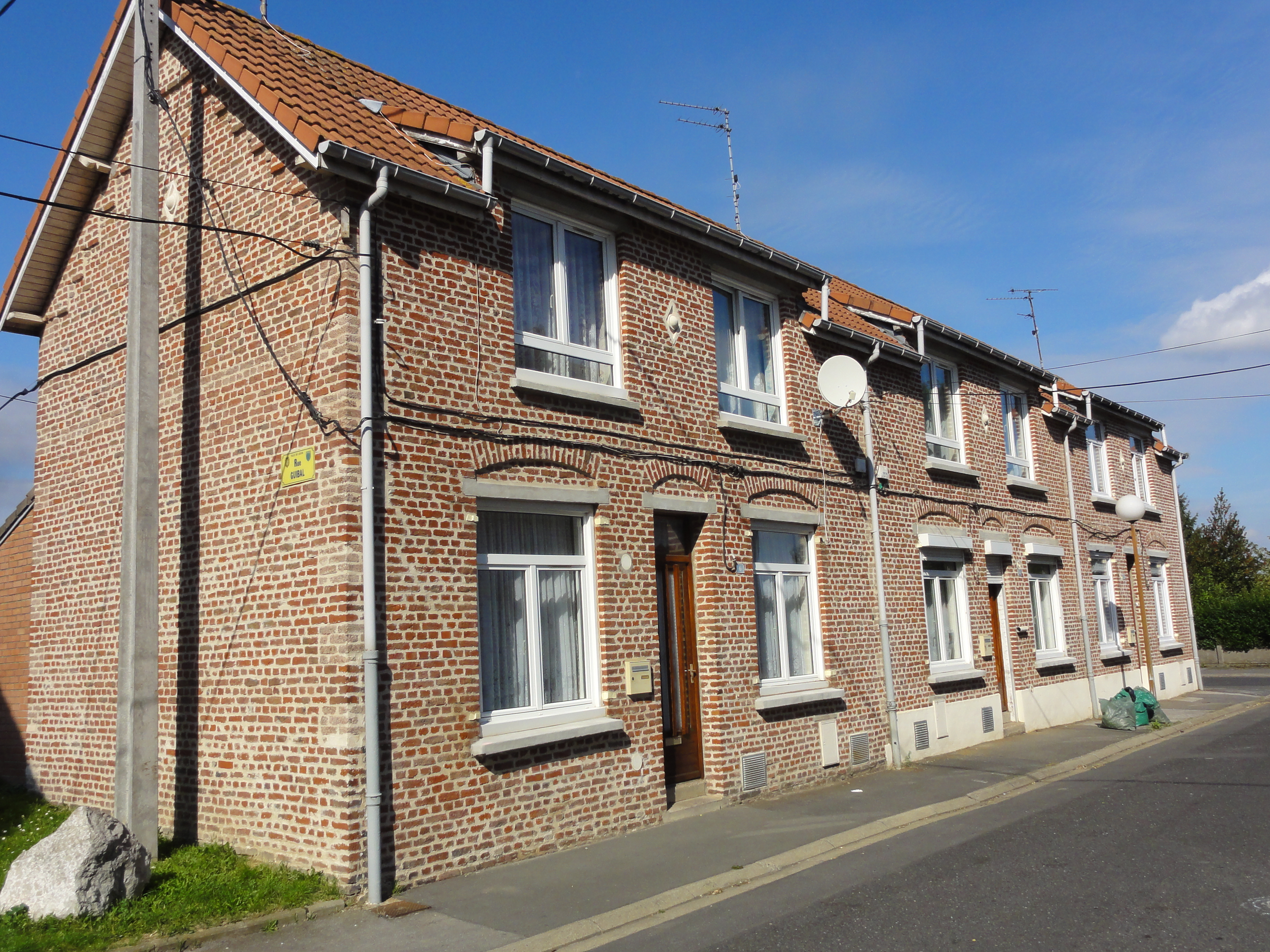
Trois habitations.
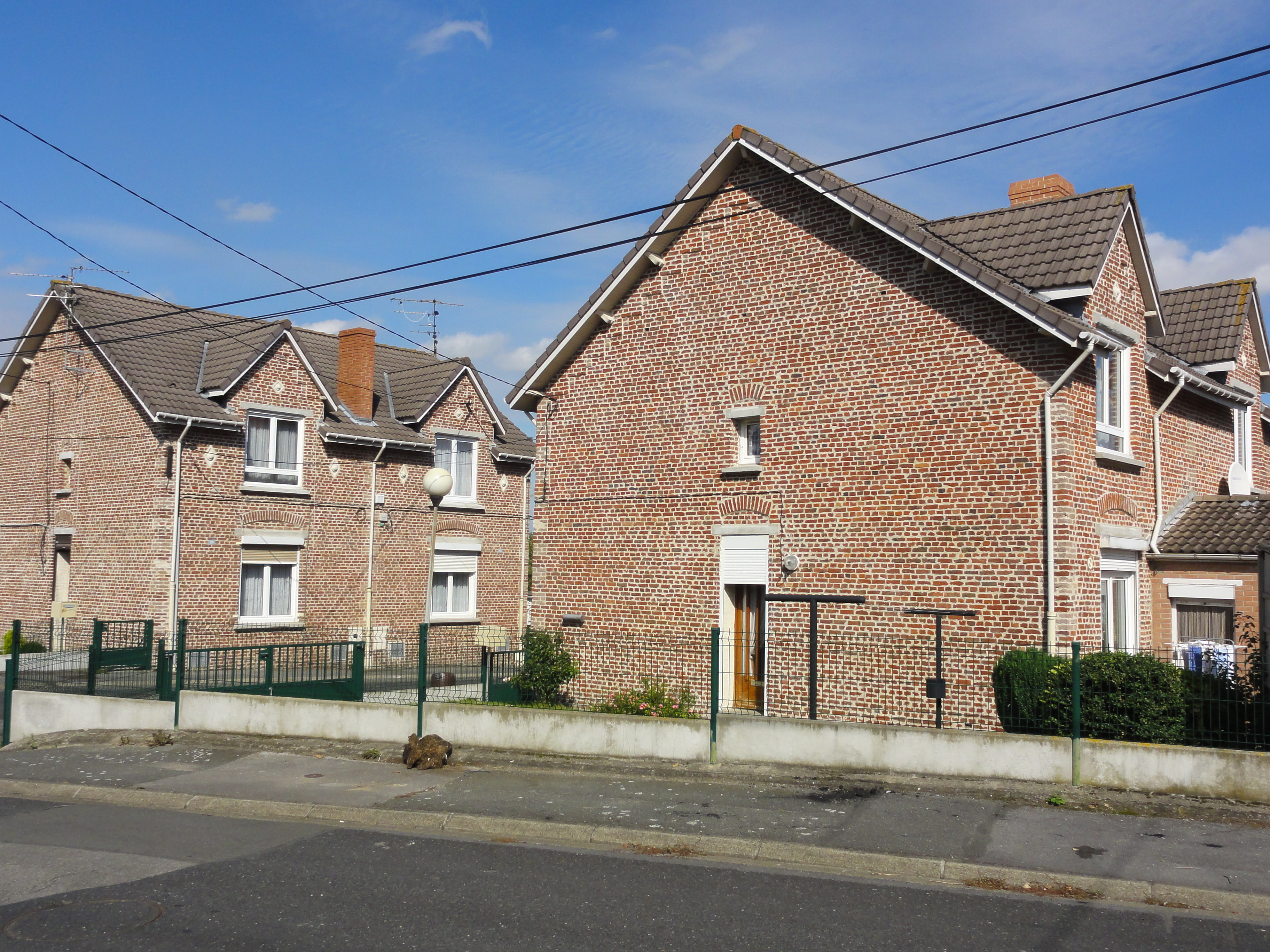
Deux habitations.
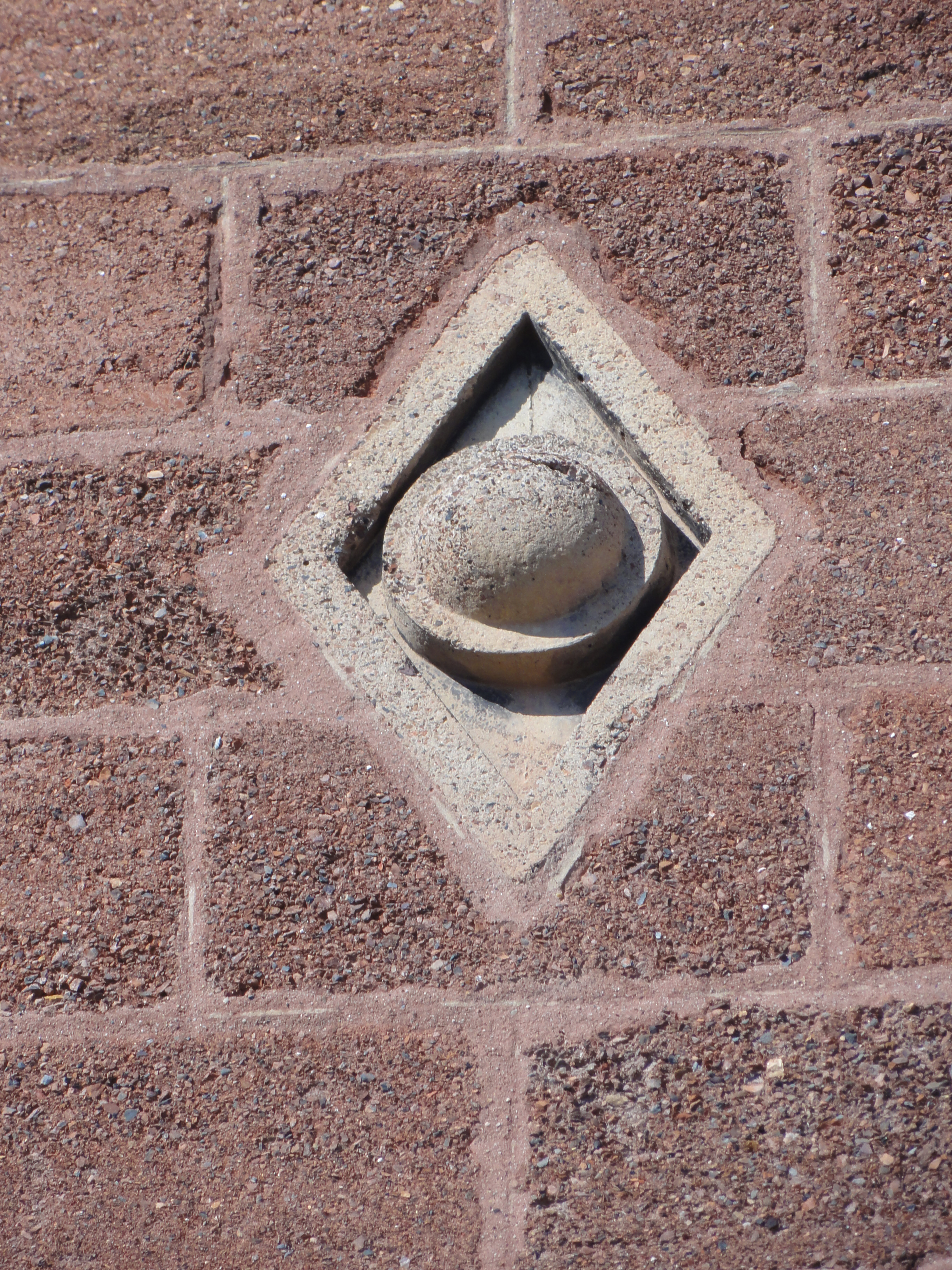
Un élément architectural propre à la Compagnie de Liévin.
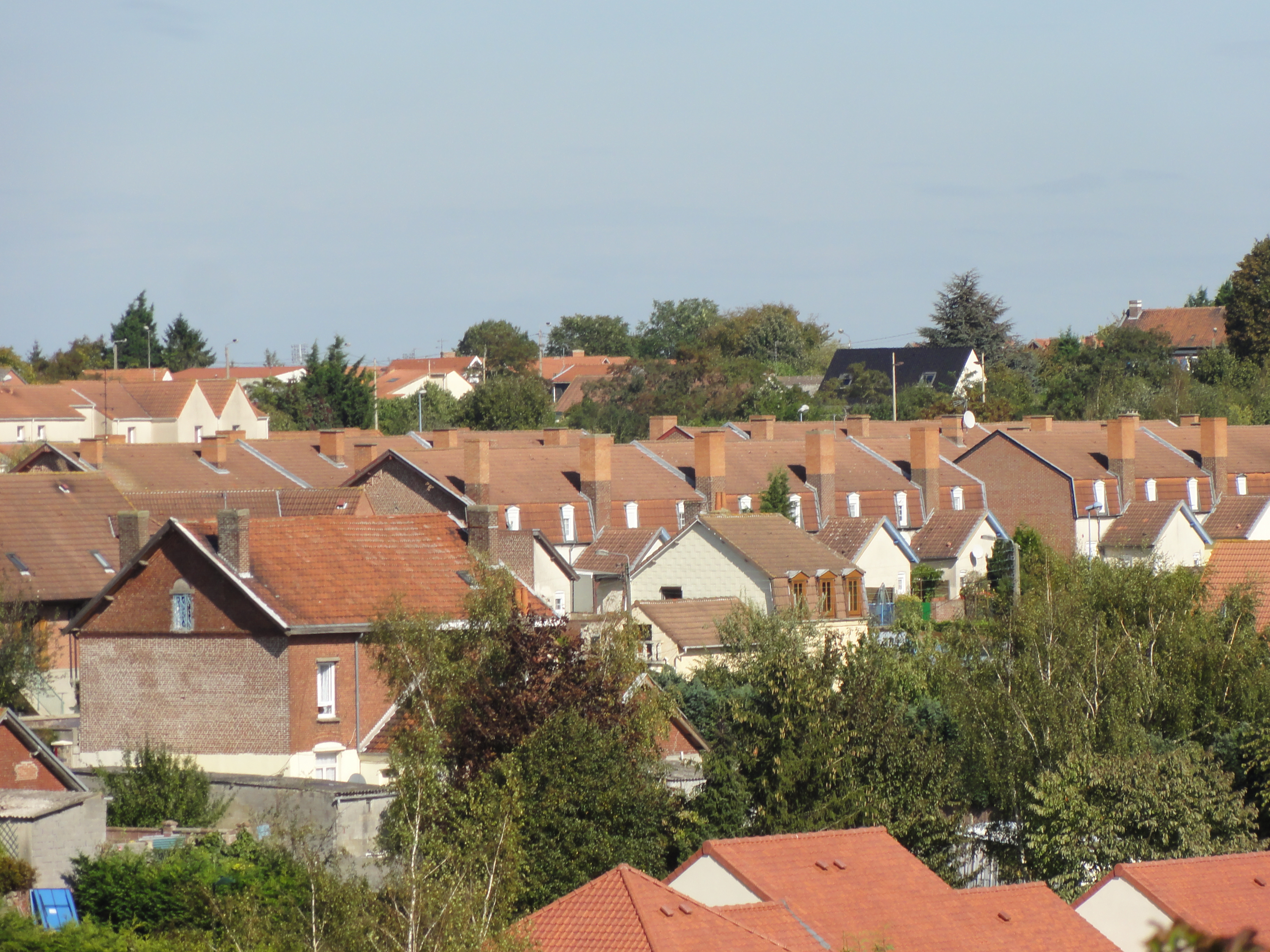
Des corons.
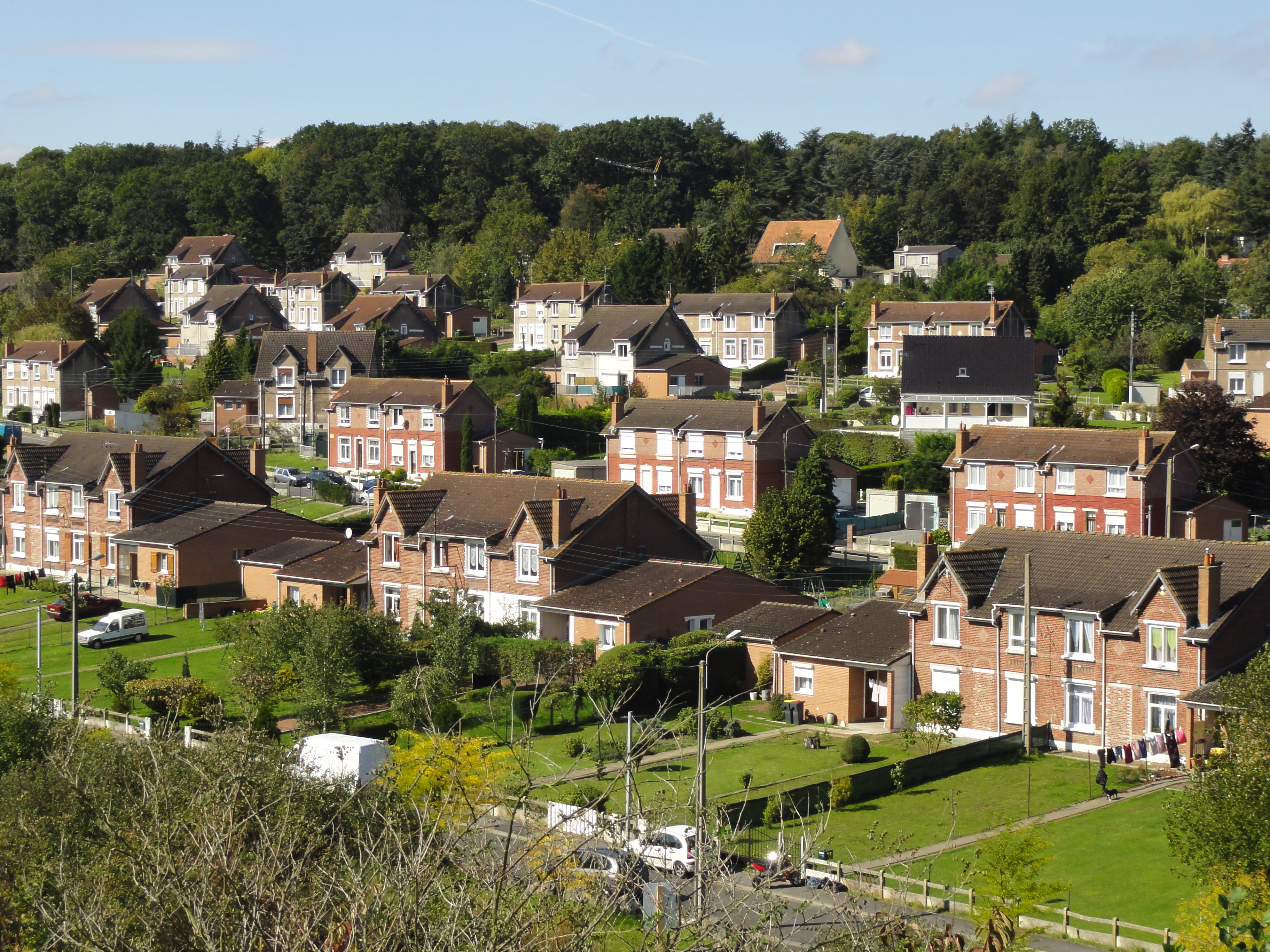
Des habitations groupées par deux.
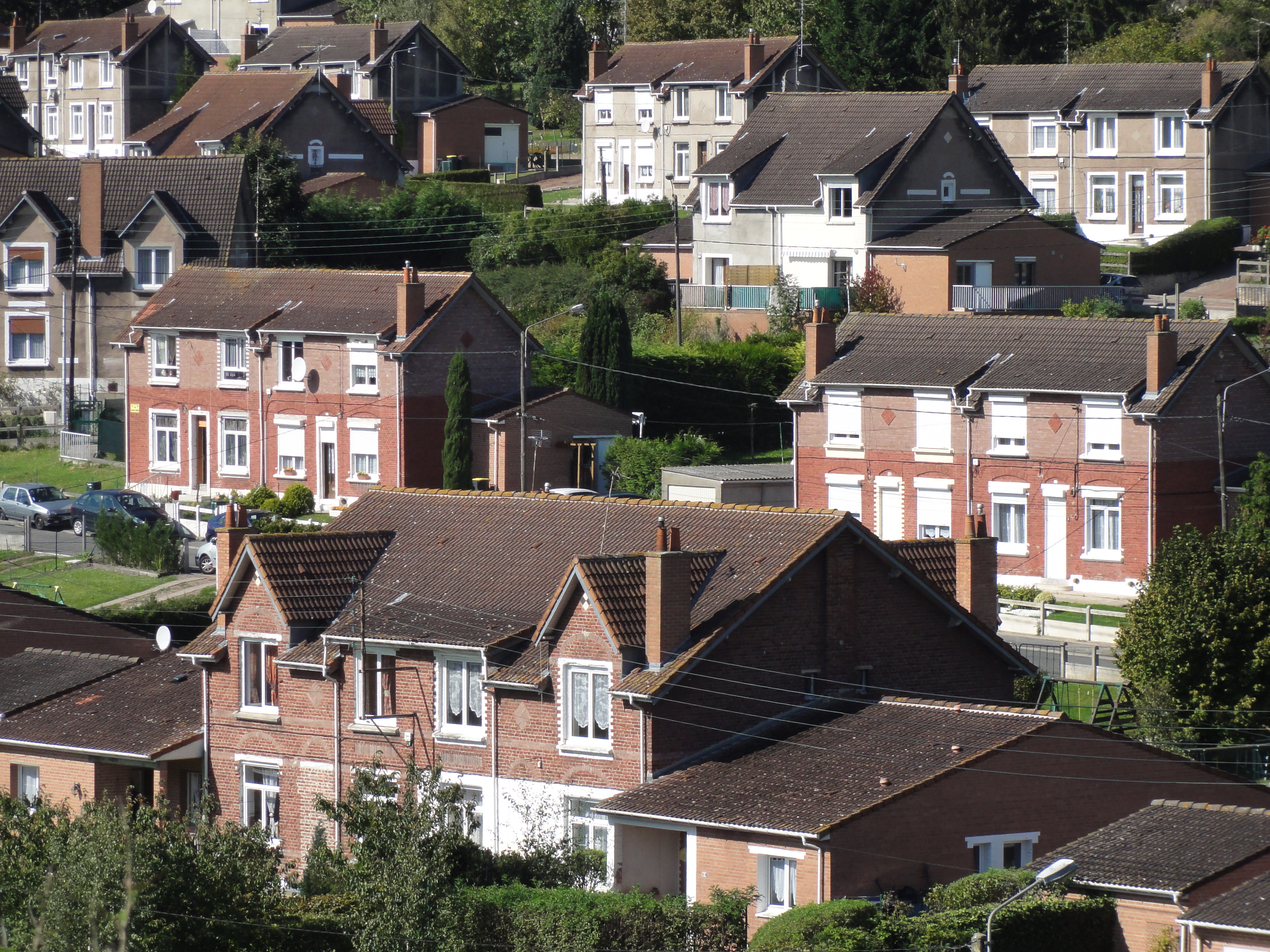
Des habitations groupées par deux.

### Les écoles

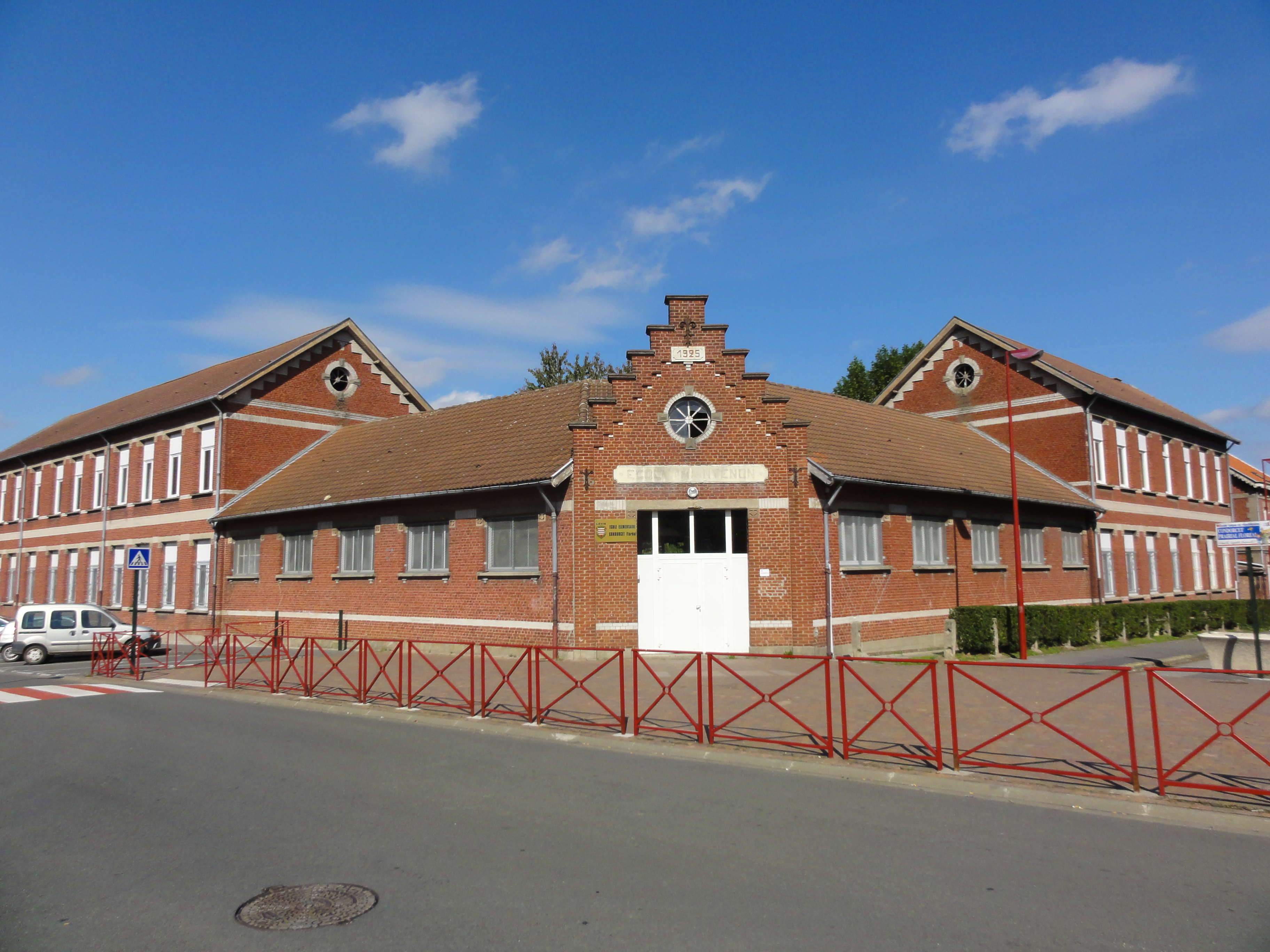
Les écoles.

50° 25′ 17″ N, 2° 47′ 43″ E
Des écoles ont été bâties dans les cités de la fosse no 3 - 3 bis - 3 ter, à Liévin.